# Sågmon
Sågmon är en by öster om Katrineholm nordväst om Stor-Jälken utmed riksväg 57 i Stora Malms socken i Katrineholms kommun. Från 2015 avgränsar SCB här en småort.